# Schulhaus Hellikon

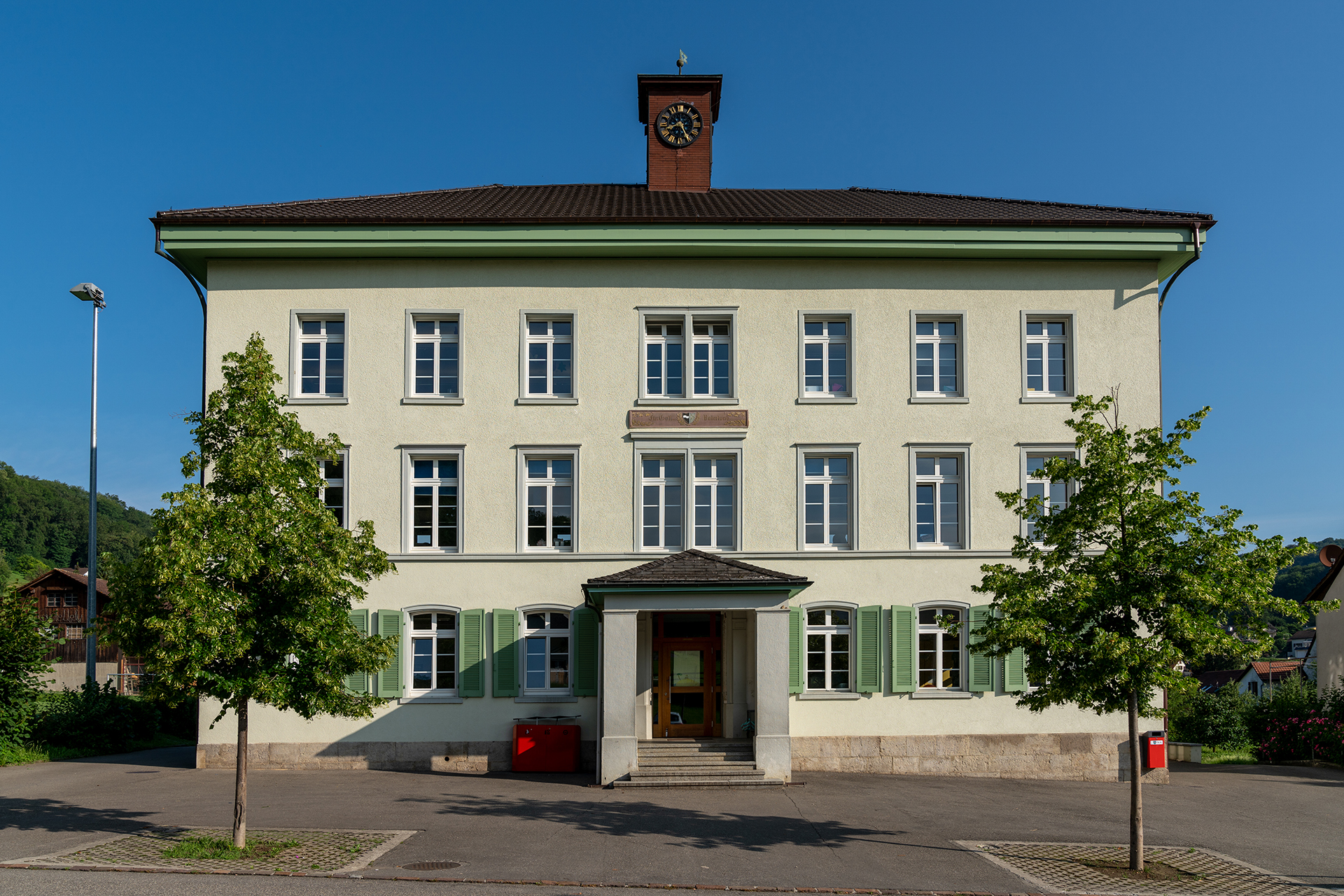
Schulhaus Hellikon

Das Schulhaus Hellikon ist ein denkmalgeschütztes Schulgebäude in Hellikon im Kanton Aargau, erbaut nach Plänen des Architekten Joseph Caspar Jeuch. Unterrichtet werden die 1. bis 6. Klasse der Primarschule.
Es handelt sich um ein schlicht gehaltenes klassizistisches Gebäude mit sieben Längs- und drei Querachsen. Der quaderförmige gemauerte Baukörper mit schwach geneigtem Walmdach und Dachreiter zählt drei Stockwerke, die über ein zentrales Treppenhaus erschlossen werden. Die mit Schilfsandsteinrahmen und Randschienen eingefassten Fenster besitzen im untersten Stockwerk Stichbögen, ansonsten sind sie rechteckig. Gliederungen erfolgen durch Gurtgesimse und einen Sockel aus Buntsandstein. Die Mittelachse der Strassenfront wird durch eine Portalnische, doppelt so breite Fenster und ein Schindeltürmchen hervorgehoben.
1863 forderte der Schulrat des Bezirks Rheinfelden die Gemeinde Hellikon zum Bau eines neuen Schulhauses auf, da das alte nicht mehr den Anforderungen genügte. Die Bauarbeiten waren im Oktober 1865 im Wesentlichen abgeschlossen, im darauf folgenden Jahr setzte man den Dachreiter mit Uhr und zwei Glocken auf.
Am Weihnachtstag 1875 erlangte das Schulhaus von Hellikon aufgrund eines tragischen Unglücks in der ganzen Schweiz Bekanntheit. Der gemeinnützige Frauenverein organisierte eine Weihnachtsfeier. Da es regnete, warteten viele Menschen dicht gedrängt auf der Treppe. Kurz vor der Saalöffnung um 18:30 Uhr stürzte das Treppenhaus ein. Dutzende Besucher wurden unter Schutt und Trümmern begraben. Das Unglück forderte 76 Tote, darunter zahlreiche Kinder. Die Toten wurden auf dem Friedhof von Wegenstetten beigesetzt, wo ein im Jahr 1877 errichtetes Denkmal an sie erinnert. Die nachfolgende Untersuchung wies schwerwiegende Konstruktionsmängel nach, die das ausführende Bauunternehmen aus Kostengründen in Kauf genommen hatte.

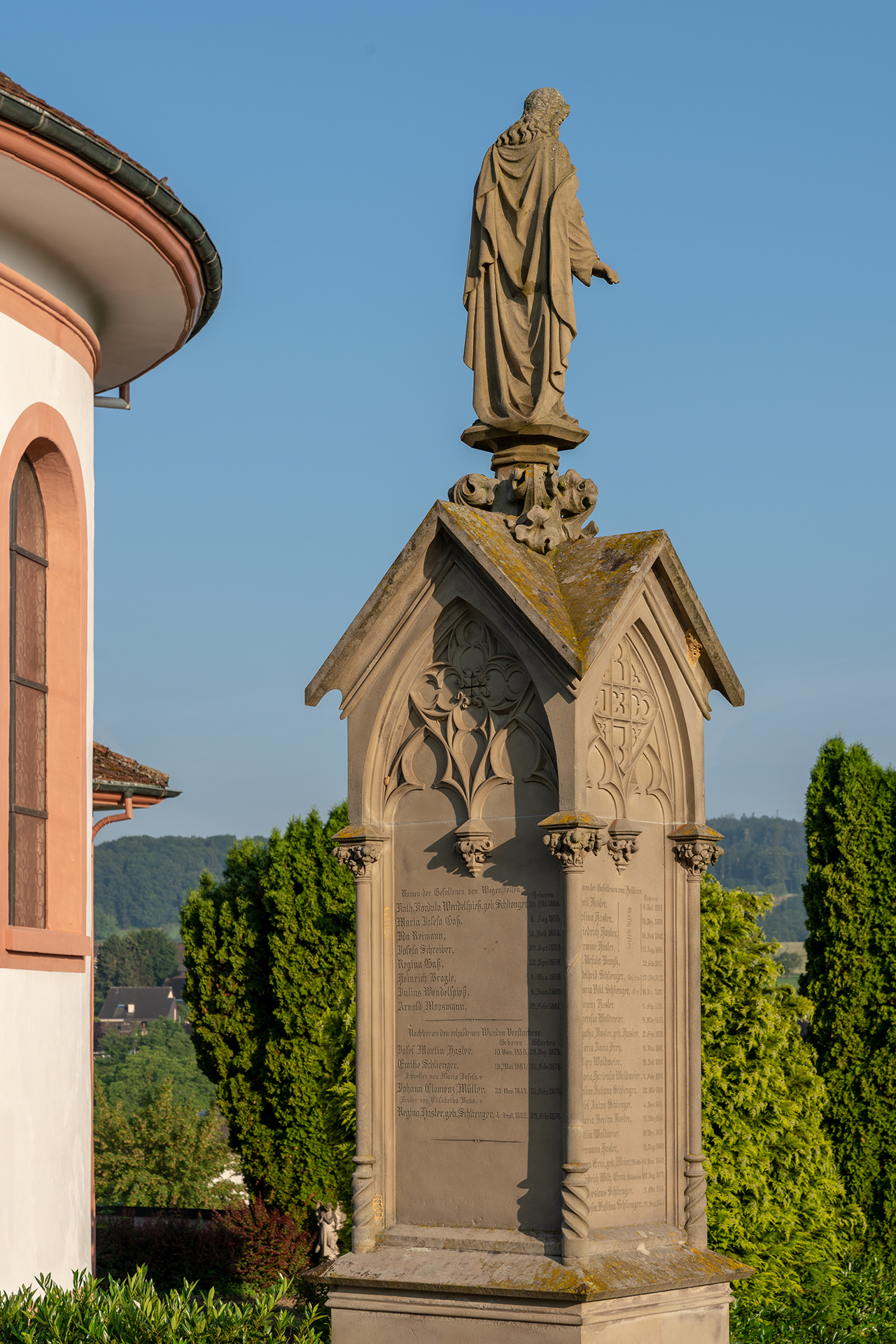
Von Heinrich Rudolf Meili geschaffenes Denkmal an die Todesopfer auf dem Friedhof von Wegenstetten